# Jade (actrice pornographique)
 (juin 2020).
Si vous disposez d'ouvrages ou d'articles de référence ou si vous connaissez des sites web de qualité traitant du thème abordé ici, merci de compléter l'article en donnant les références utiles à sa vérifiabilité et en les liant à la section « Notes et références ».
Pour les articles homonymes, voir Jade (homonymie).
Jade, née le 9 septembre 1973, est une actrice pornographique française active dans les années 1990.

## Filmographie
- 1997 : Bad Boy
- 1997 : Body Business
- 1997 : Cargo
- 1997 : Double Pact
- 1997 : Déculottées par Laetitia
- 1997 : Fantasmotron 3
- 1997 : Girl Scouts
- 1997 : L'école de Laetitia 23
- 1997 : L'écrin de Jade
- 1997 : Ms Movie Star 2
- 1997 : Portugal Taboo
- 1997 : Private Gold 25: When the Night Falls
- 1997 : Riuscirà la monella a sconvolgere la tranquilla vita di un maturo signore di campagna?
- 1997 : Silence on baise 4
- 1997 : Tunnel of Ecstasy
- 1998 : Black Magic Women
- 1998 : Calamity Jane
- 1998 : Calamity Jane 2
- 1998 : Catwalk
- 1998 : Délires Obscènes
- 1998 : Extrem 10: Bizarre Kreuzzuge
- 1998 : Gitane
- 1998 : Illusions (II)
- 1998 : Maximum Perversum 70: Bis an die Grenzen der Lust
- 1998 : Rocco Never Dies: the End
- 1999 : Outlaws 2: The Final Assault
- 2000 : Casting

## Récompenses
- Hot d'or de la Meilleure starlette européenne 1998